# Ventura Filmes
Ventura Filmes é uma unidade portuguesa de produção independente de Cinema e Media vocacionada para a área de Património, Ciência, História, Identidade e Diáspora. Produziu A propósito de Leixões (filme-concerto, 2015), A Campanha do Creoula (2013, vencedor do Doc Alliance Award 2014), Uma na Bravo Outra na Ditadura (2010).
As suas produções já foram exibidas em diversos locais no mundo, nomeadamente Doclisboa e IndieLisboa (Portugal), Visions du Réel (Suíça), FIDMarseille (França), Jihlava (República Checa), DOK Leipzig (Alemanha), CPH:DOX (Dinamarca), Northside (EUA), FIDBA (Argentina), Cinema Vérité (Irão), Olhar de Cinema (Brasil), Lima Independiente (Perú), DMZDocs (Coreia do Sul), IFF Bratislava (República Eslovaca).